# Miljø
Miljø er de fysiske omgivelser og betingelser, som mennesker og andre levende væsener lever under i et gensidigt påvirkningsforhold. Ordet bruges i dag især om klimaforhold og miljøproblemer i forhold til naturen som forurening, men også om menneskeskabte rammer som arkitektur og boligindretning. Ordet bruges i øvrigt med skiftende fokus indenfor forskellige fagområder.

## Etymologi
Ordet kommer oprindelig fra det franske milieu 'midte, midtpunkt', som selv er dannet efter latin medius locus 'sted i midten'. Også på dansk har ordet tidligere været stavet "Milieu".

## Biologi
Miljø betegner i biologien de ydre livsvilkår (f.eks. temperatur og adgang til føde), som en organisme eller et helt samfund af organismer bliver udsat for. Økologi er den gren af biologien, som specifikt omhandler organismernes forhold til miljøet.

### Miljøproblemer
Forurening og menneskets påvirkning af naturen begyndte at blive et tema i den offentlige debat i slutningen af 1960'erne. En vigtig påvirkning kom fra ungdomsoprøret, som i det hele taget var kritisk overfor det bestående samfund på mange måder, og hvor en diffus og noget romantisk "tilbage-til-naturen"-holdning var en del af den nye ungdomskultur. Blandt Vietnambevægelsens kritik af USA's krigsførelse i Vietnam var også den amerikanske militære strategi med at sprøjte med plantegiften dioxin for at slå træerne ihjel, så de ikke kunne bruges som skjul for de vietnamesiske partisaner. Også mere generelt blev kritik af forureningen, storstilede nye betonbyggeprojekter, manipulationen med madvarer, resursespild og den materialistiske køb-og-smid-væk-kultur en del af ungdomsoprørernes opmærksomhedspunkter. Danmarks første miljøbevægelse NOAH blev stiftet i 1969. På globalt plan blev Greenpeace stiftet i 1971 i Canada og bredte sig senere til mange andre lande, bl.a. Danmark. I kunsten var Thorkild Bjørnvig den første forfatter, der tog miljøproblemer op. Fra 1970 skrev han en række "Miljødigte", hvoraf de første blev udgivet samlet i digtsamlingen Delfinen i 1975.
Danmark oprettede et miljøministerium i 1971 som et af de første lande i verden. De to første år hed ministeriet officielt "Ministeriet for Forureningsbekæmpelse" og fokuserede mest på lokale forureningsproblemer, som ofte var skabt af industrien. Et par år senere blev ansvarsområdet udvidet til at dække både naturen, miljøet og den fysiske planlægning, og ministeriet skiftede navn til Miljøministeriet. Udviklingen i ministeriets arbejdsopgaver siden da afspejler i høj grad udviklingen i samfundets måde at opfatte miljøproblemer på. Efterhånden er der kommet større opmærksomhed på, hvordan samfundet kan organiseres for at undgå, at miljøproblemer opstår. Bæredygtighed og grøn omstilling er blevet vigtige problemstillinger, og vigtigheden af internationalt samarbejde for at løse nogle af de store grænseoverskridende miljøproblemer, ikke mindst den globale opvarmning, er blevet mere tydelig.
Miljøministeriet udsender hvert fjerde år rapporten "Natur- og Miljøpolitisk Redegørelse", hvis formål blandt andet er at give en samlet fremstilling af tilstanden for Danmarks natur og miljø.

## Samfund
Indenfor samfundsvidenskab og psykologi er miljøet de omgivelser, som mennesker lever i og præges af. De vil udover de fysiske og biologiske omgivelser omfatte kulturelle og økonomiske forhold samt forholdet til andre mennesker. For børn er forældrene og deres opdragelse således en vigtig del af opvækstmiljøet. Det samme er skolen, legekammerater, naboer osv. Miljø indgår også i en række særlige sammenhænge som arbejdsmiljø om det fysiske eller psykiske miljø på en arbejdsplads eller læringsmiljøet på et uddannelsessted. Ligeledes kan man tale om faglige miljøer og forskningsmiljøer, som videnskabsmænd arbejder i.

## Arv og miljø
En gammelkendt diskussion er, hvordan forholdet mellem arv og miljø skal forstås. Skyldes de forskelle, der er mellem forskellige mennesker, de gener, som hver enkelt har fra forældrene, eller det omgivende miljø, som har bestemt vilkårene for opvæksten? Begge forhold kan have stor betydning. Forskelle mellem forskellige menneskers højde skyldes således generelt både arv og miljø. Diskussionen er også relevant for andre levende organismer end mennesker.